# Kevin Roche
Kevin Eamonn Roche (Dublino, 14 giugno 1922 – Guilford, 1º marzo 2019) è stato un architetto irlandese, famoso per i suoi edifici in vetro e cemento.

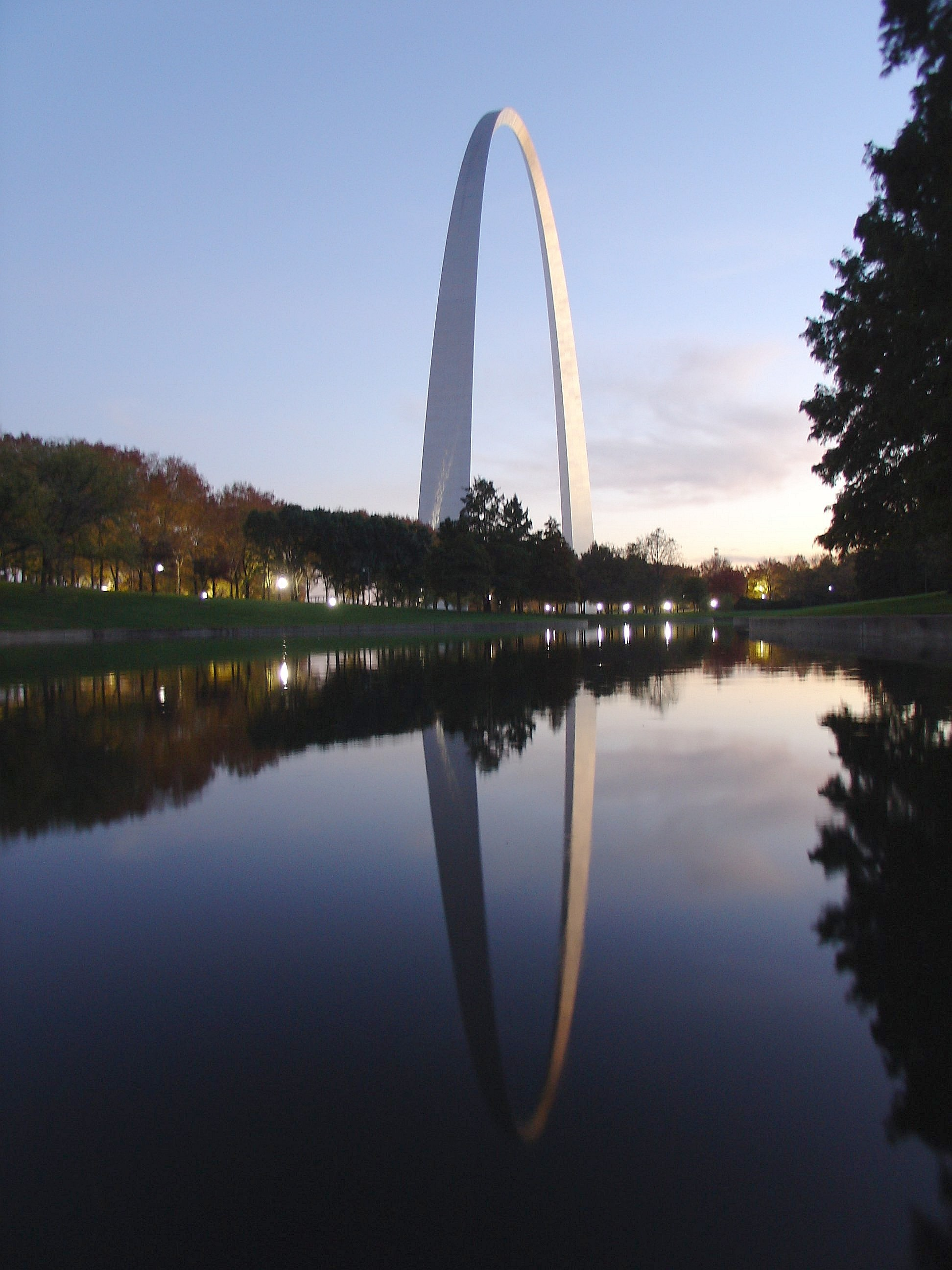
Gateway Arch a St. Louis (Missouri): Saarinen, realizzato da Roche e Dinkeloo (1961-1966)

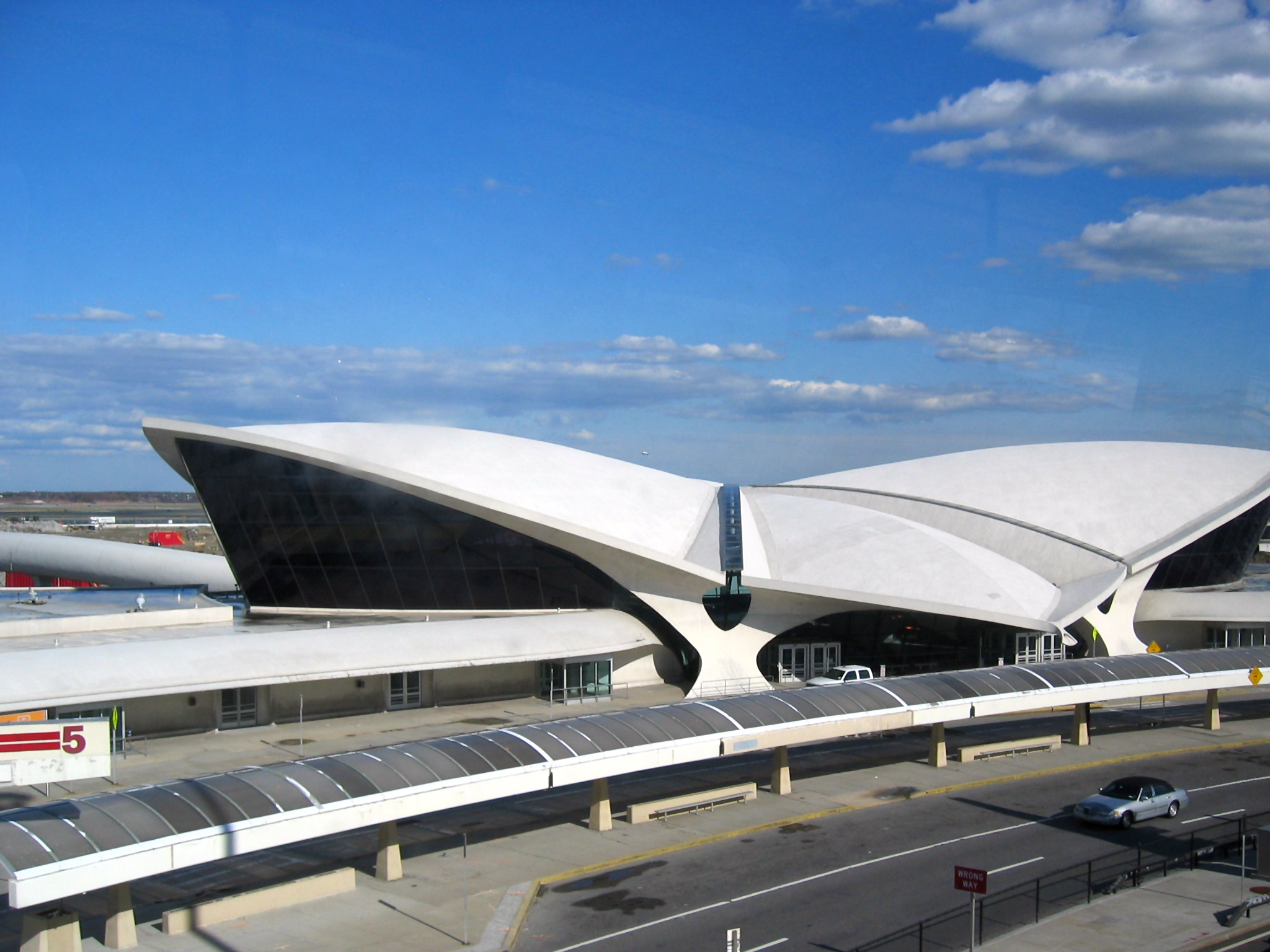
TWA-Terminal des JFK International Airport: Saarinen, realizzato da Roche und Dinkeloo (1956–1962)

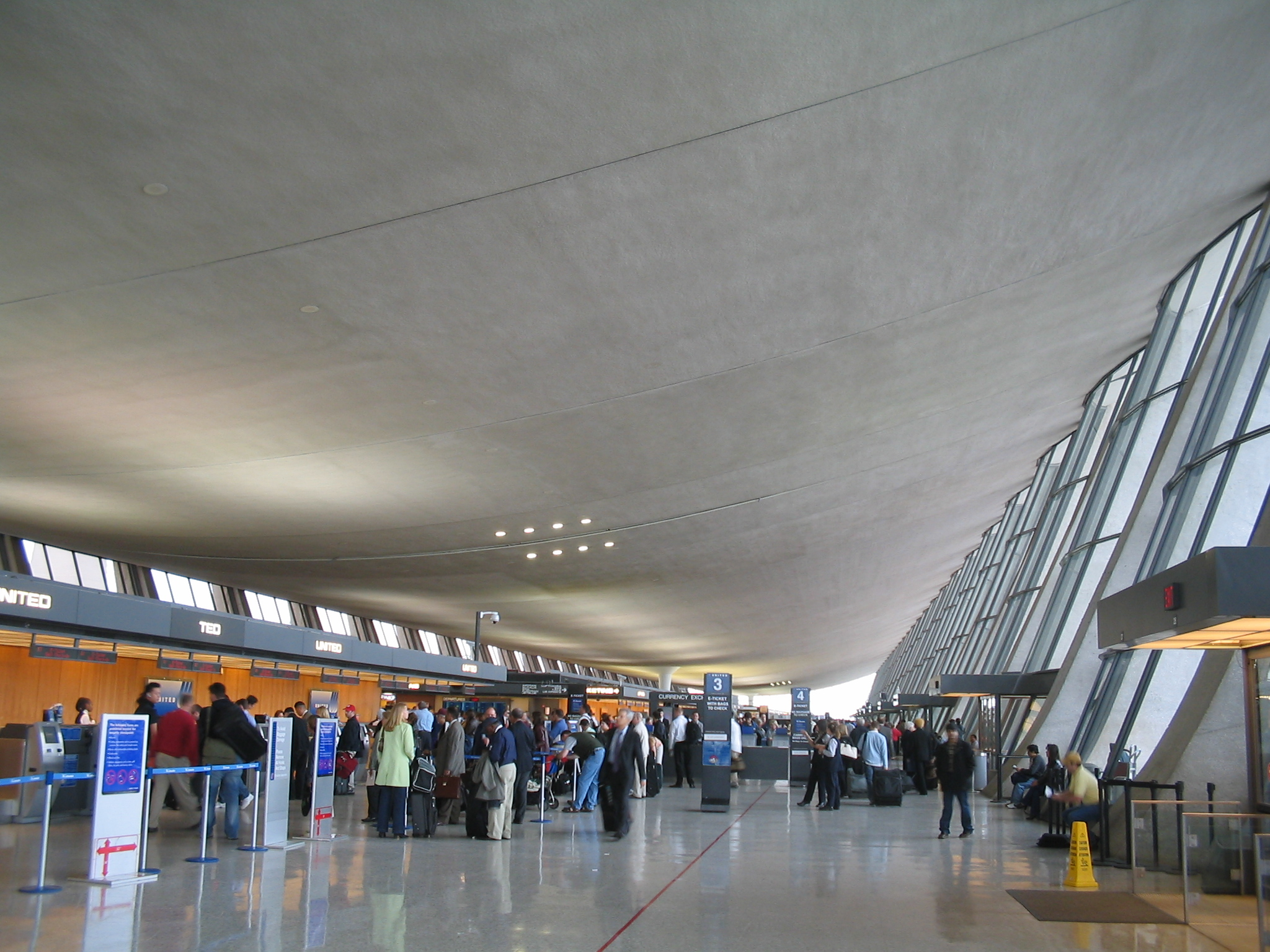
Dulles Airport: Saarinen, realizzato da Roche e Dinkeloo (1958–1962)

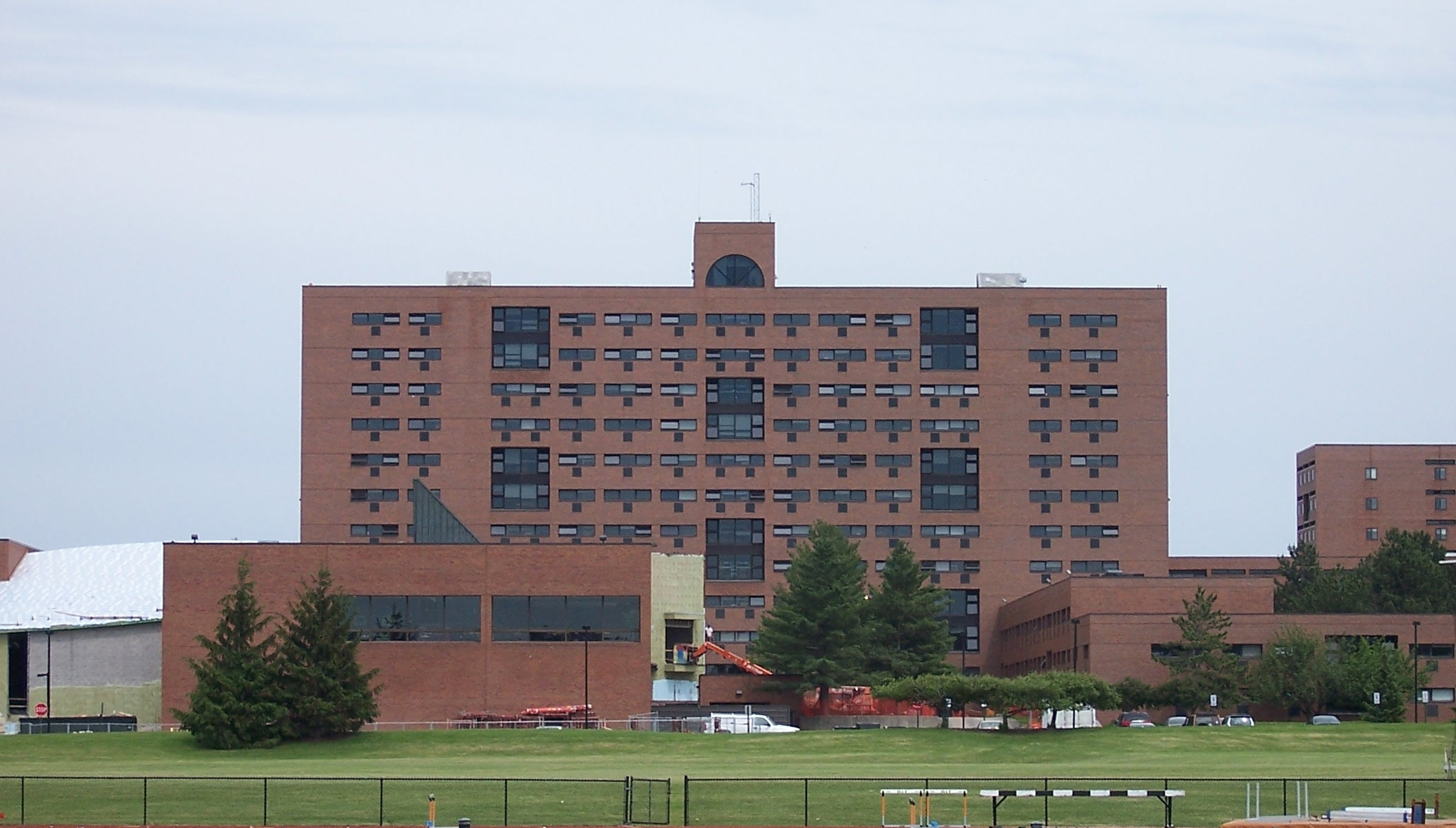
Beteiligung von Roche: Mark Ellingson Hall alla Rochester Institute of Technology (1968)

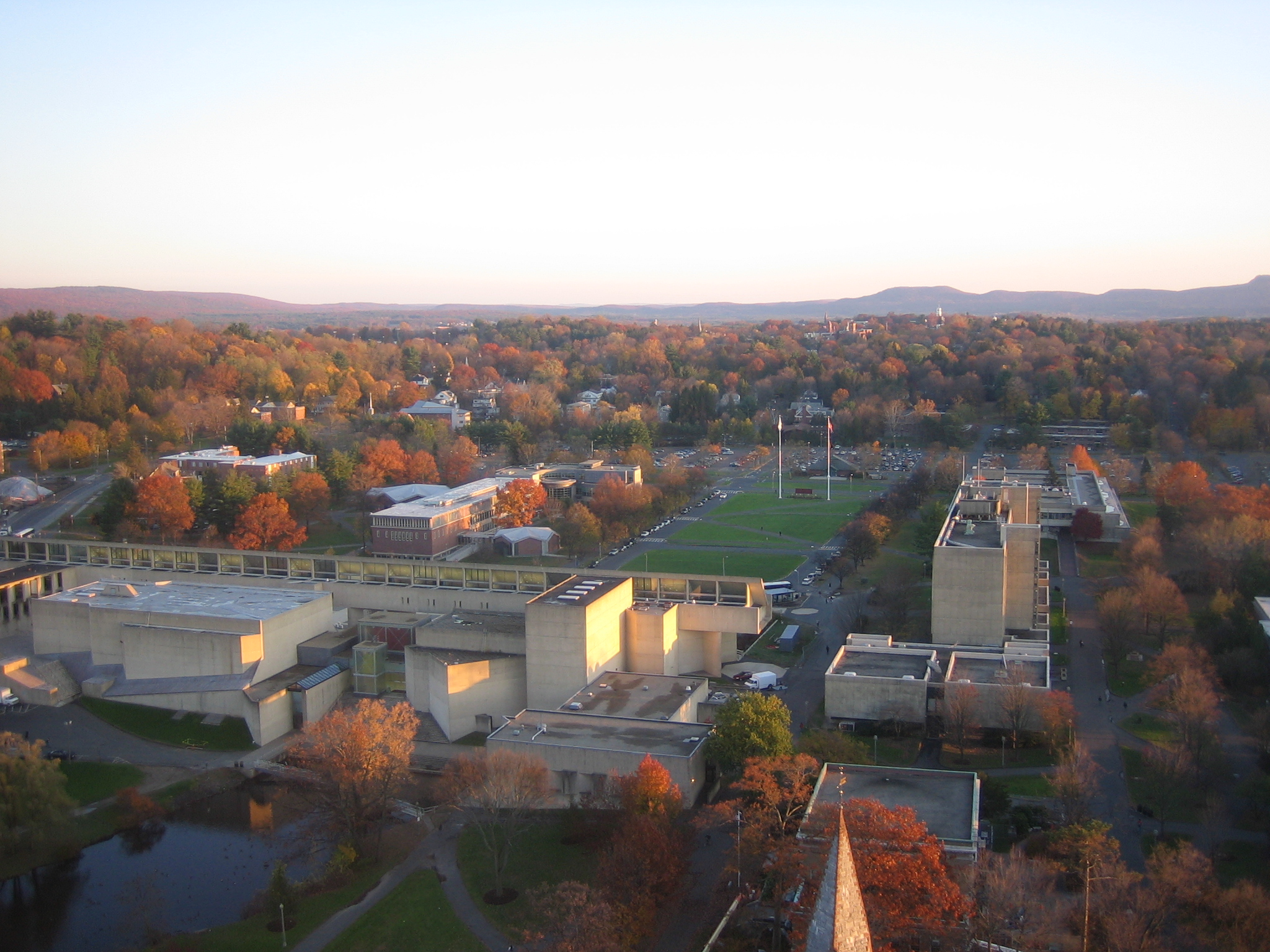
Fine Arts Center (links, Rückansicht) an der University of Massachusetts Amherst (1968–1974)

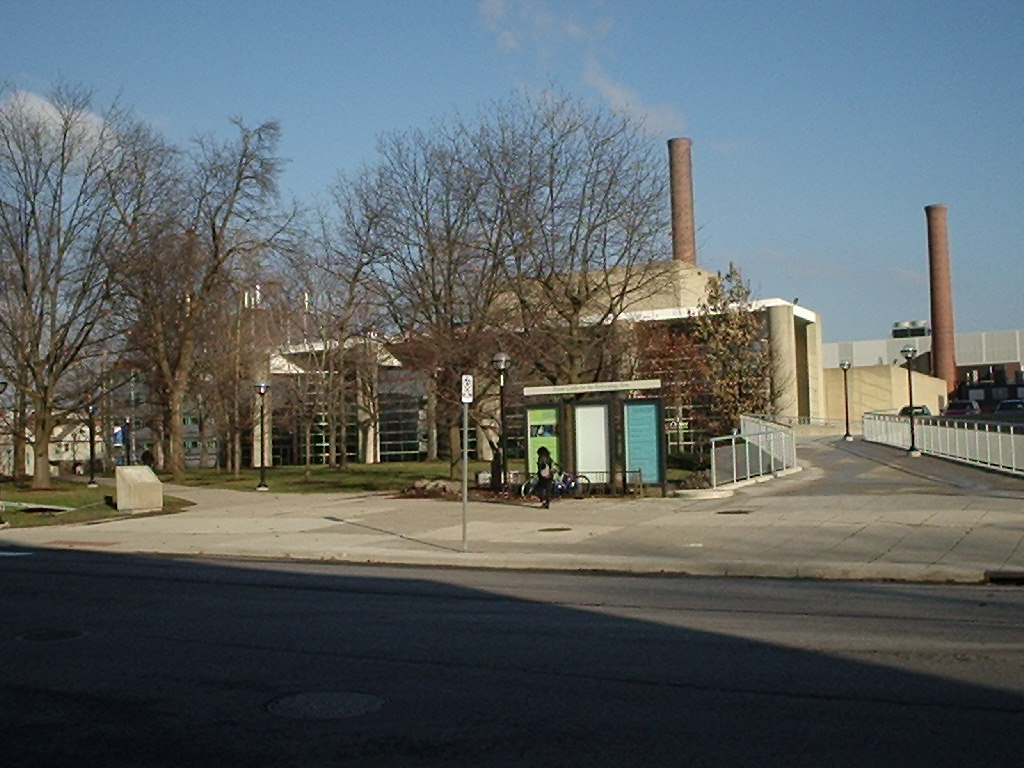
Power Center for the Performing Arts, University of Michigan (1969–1981)

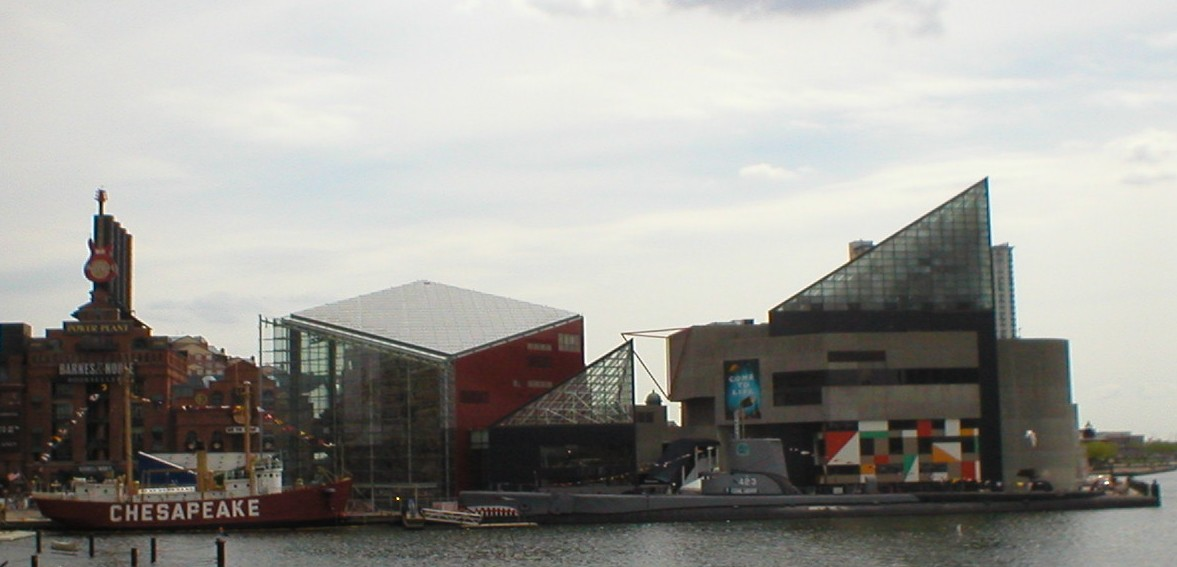
National Aquarium in Baltimore (1981)

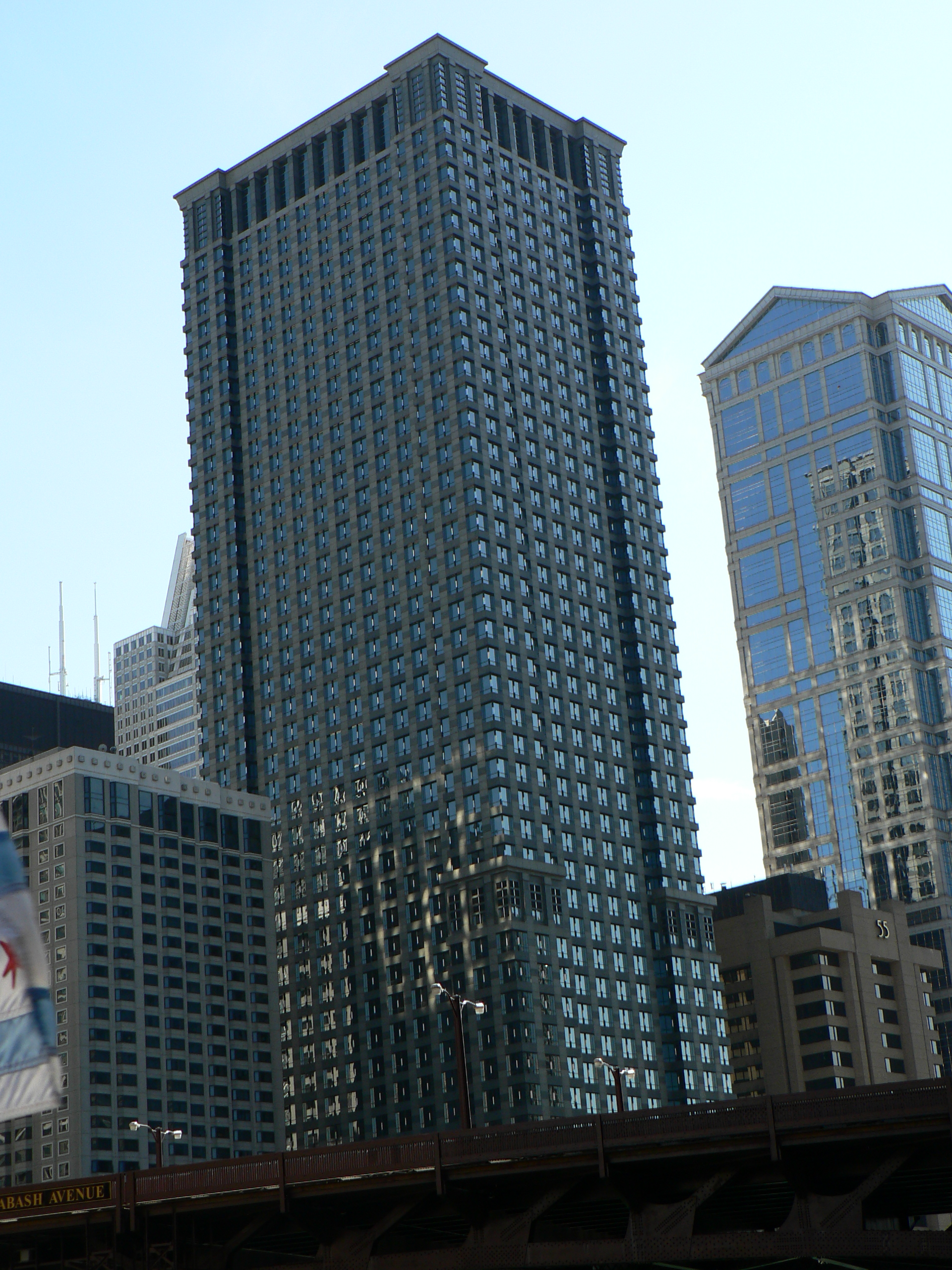
Leo Burnett Building, Chicago (1989)

Ha vinto nel 1982 il premio Pritzker e nel 1993 l'AIA Gold Medal.

## Biografia
Fino al 1945 ha frequentato la facoltà di architettura presso l'Università di Dublino. Ha Fatto pratica presso Michael Scott e poi in quelli di Maxwell Fry e Jane Drew. Nel 1948 si trasferì negli Stati Uniti e ha lavorato all'Illinois Institute of Technology e all'United Planning Office. Dal 1950 al 1954 e è stato impegnato nel reparto di progettazione di Eero Saarinen, dal 1954 al 1961 è stato il socio principale. Nel 1961 in collaborazione con l'ingegnere John Dinkeloo ultimano i progetti più importanti di Eero Saarinen, nel 1966 aprono uno studio indipendente. Dopo la morte di Dinkeloo, Roche ha continuato a gestire lo studio da solo.

## Opere Principali
- Oakland Museum of California
- Ford Foundation Building, New York
- Knights of Columbus Building, New Haven
- Post Office, Columbus, Indiana
- New Haven Coliseum (demolito nel 2007)
- United Nations Plaza, New York
- Fine Arts Center, University of Massachusetts Amherst, Massachusetts
- Power Center for the Performing Arts, University of Michigan
- Undici edifici nel campus del Rochester Institute of Technology a Rochester